# Labrisòmids
Els labrisòmids (Labrisomidae) són una família de peixos teleostis de l'ordre Perciformes, distribuïts pels oceans Atlàntic i Pacífic, preferentment en aigües tropicals.

## Gèneres
Existeixen més de 100 espècies agrupades en 14 gèneres:
- Gènere Alloclinus (Hubbs, 1927)
- Gènere Auchenionchus (Gill, 1860)
- Gènere Calliclinus (Gill, 1860)
- Gènere Cottoclinus (McCosker, Stephens i Rosenblatt, 2003)
- Gènere Cryptotrema (Gilbert, 1890)
- Gènere Dialommus (Gilbert, 1891)
- Gènere Exerpes (Jordan i Evermann en Jordan, 1896)
- Gènere Haptoclinus (Böhlke & Robins, 1974)
- Gènere Labrisomus (Swainson, 1839)
- Gènere Malacoctenus (Gill, 1860)
- Gènere Nemaclinus (Böhlke i Springer, 1975)
- Gènere Paraclinus (Mocquard, 1888)
- Gènere Starksia (Jordan i Evermann en Jordan, 1896)
- Género Xenomedea (Rosenblatt i Taylor, 1971)